# Foreston (Caroline du Sud)
Pour les articles homonymes, voir Foreston.
Foreston est une census-designated place située dans le comté de Clarendon, dans l’État de Caroline du Sud, aux États-Unis. Lors du recensement de 2020, elle comptait 159 habitants.